# Tetramorium desertorum
Tetramorium desertorum är en myrart som först beskrevs av Auguste-Henri Forel 1910.  Tetramorium desertorum ingår i släktet Tetramorium och familjen myror. Inga underarter finns listade i Catalogue of Life.